# Логан Кулі
Логан Кулі (англ. Logan Cooley; нар. 4 травня 2004, Піттсбург) — американський хокеїст, центральний нападник клубу НХЛ «Юта Маммот». Гравець збірної команди США.

## Ігрова кар'єра
Хокейну кар'єру розпочав 2020 року в системі з розвитку юніорського хокею США (ХЛСШ).
Один сезон Логан виступав за університетську команду Міннесоти (НКАА).
2022 року був обраний на драфті НХЛ під 3-м загальним номером командою «Аризона Койотс». 27 липня 2023 року Кулі підписав трирічний контракт початкового рівня з «койотами». 1 листопада 2023 року, Логан забив свій перший гол у НХЛ у матчі проти «Анагайм Дакс».
Невдовзі після завершення сезону 2023–24 франшиза «Койотс» була призупинена, а активи команди згодом були передані команді розширення «Юта», гравцем якої і став американець.

## На рівні збірних
У складі юніорської збірної США срібний медаліст чемпіоном світу 2022 року.
У складі молодіжної збірної США здобув бронзові нагороди в 2023 році.
У складі збірної команди США чемпіон світу 2025 року.

## Нагороди та досягнення
- Команда всіх зірок (молодіжна команда) — 2024.[12]

## Статистика

### Клубні виступи
| 2020–21      | США                   | ХЛСШ         | 27  | 15 | 13 | 28  | 10 | — | — | — | — | — |
| 2021–22      | США                   | ХЛСШ         | 24  | 13 | 23 | 36  | 55 | — | — | — | — | — |
| 2022–23      | Університет Міннесоти | НКАА         | 39  | 22 | 38 | 60  | 42 | — | — | — | — | — |
| 2023–24      | Аризона Койотс        | НХЛ          | 82  | 20 | 24 | 44  | 18 | — | — | — | — | — |
| 2024–25      | Юта                   | НХЛ          | 75  | 25 | 40 | 65  | 46 | — | — | — | — | — |
| Усього в НХЛ | Усього в НХЛ          | Усього в НХЛ | 157 | 45 | 64 | 109 | 64 | — | — | — | — | — |

### Збірна
| Рік                | Команда            | Турнір             | Місце              | І  | Г  | П  | О  | ШХ |
| ------------------ | ------------------ | ------------------ | ------------------ | -- | -- | -- | -- | -- |
| 2021               | США                | ЮЧС                | 5-е                | 5  | 0  | 2  | 2  | 0  |
| 2022               | США                | ЮЧС                | 2                  | 6  | 3  | 7  | 10 | 4  |
| 2022               | США                | МЧС                | 5-е                | 5  | 2  | 4  | 6  | 4  |
| 2023               | США                | МЧС                | 3                  | 7  | 7  | 7  | 14 | 2  |
| 2025               | США                | ЧС                 | 1                  | 10 | 4  | 8  | 12 | 10 |
| Молодіжна збірна   | Молодіжна збірна   | Молодіжна збірна   | Молодіжна збірна   | 23 | 12 | 20 | 32 | 10 |
| Національна збірна | Національна збірна | Національна збірна | Національна збірна | 10 | 4  | 8  | 12 | 10 |